# 日本白内障屈折矯正手術学会
公益社団法人日本白内障屈折矯正手術学会（にほんがんないレンズくっせつしゅじゅつがっかい、英文名 Japanese Society of Cataract and Refractive Surgery 略称JSCRS ）は、日本における眼内レンズおよび屈折矯正手術の研究と診療発展の目的で1985年に設立された学会。
事務局を東京都新宿区に置いている。

## 沿革
概略
- 1975年 - 人工水晶体挿入術を始めていた眼科医により「人工水晶体研究会」として発足。
- 1976年 - 1978年開催の京都国際眼科学会のサテライトシンポジウムの一つに予定された第5回国際眼内レンズ学会の受け皿として機能するため「日本眼内レンズ研究会」と改称。

国際学会を契機に眼内レンズへの関心は次第に高まり、各地の集談会や地方学会で会員以外による経験例が報告される。
- 1985年 - 日本で眼内レンズが認可される[3]。

「日本眼内レンズ学会」発足。
眼内レンズ手術の適応が拡大されるにつれて、眼内レンズ手術は術後の視力矯正を目指す屈折手術であると位置づけられるようになる。
- 1994年 - 「日本眼内レンズ屈折手術学会」に改称[5]。

## 機関誌
- 『IOL&RS』誌